# Forte di San Giorgio (Chennai)

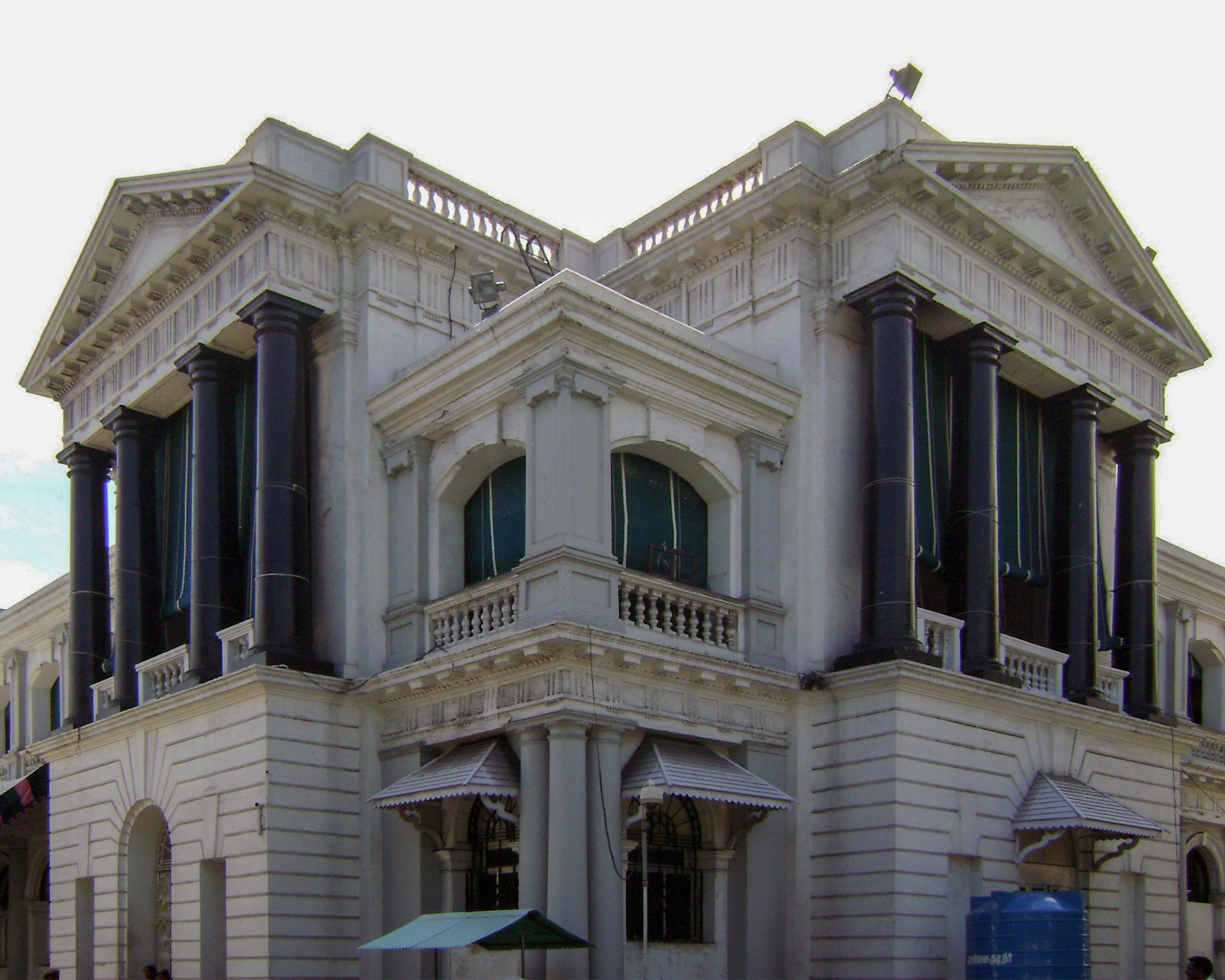
Un'ala del "forte di San Giorgio", attuale sede del governo del Tamil Nadu.

Fort St George (o storicamente, "White Town") è il nome della prima fortezza britannica sorta in territorio indiano nel 1644 a Chennai (l'ex Madras capitale del Tamil Nadu); il forte si trova nei pressi della costa in quella che era in origine una terra incolta e disabitata.

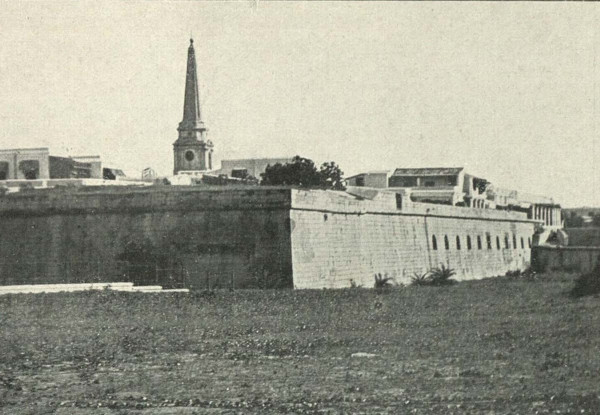
Angolo del forte, con il campanile della cattedrale di Santa Maria all'interno, foto del 1905 circa.

È lecito dire che l'intera città, sino a giungere alla moderna Cheannai si sia sviluppata attorno al forte; attualmente ospita l'assemblea legislativa dello stato federato dei Tamil (popolo) dell'India meridionale: si tratta di una delle 163 aree notificate come "siti megalitici" presenti all'interno del Tamil Nadu.